# Ptychadena mahnerti
Ptychadena mahnerti é uma espécie de anfíbio da família Ranidae.
Pode ser encontrada nos seguintes países: Quénia e possivelmente em Uganda.
Os seus habitats naturais são: campos de altitude subtropicais ou tropicais, pântanos, marismas de água doce, pastagens e lagoas.
Está ameaçada por perda de habitat.